# Карселен
Карселен (ісп. Carcelén) — муніципалітет в Іспанії, у складі автономної спільноти Кастилія-Ла-Манча, у провінції Альбасете. Населення — 645 осіб (2010).
Муніципалітет розташований на відстані близько 250 км на південний схід від Мадрида, 48 км на схід від Альбасете.
На території муніципалітету розташовані такі населені пункти: (дані про населення за 2010 рік)
- Карселен: 620 осіб
- Касас-де-Хуан-Хіль: 25 осіб

## Демографія
Динаміка населення (INE ):

## Галерея зображень

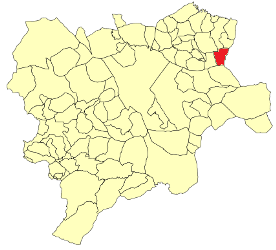
Розташування муніципалітету у провінції Альбасете
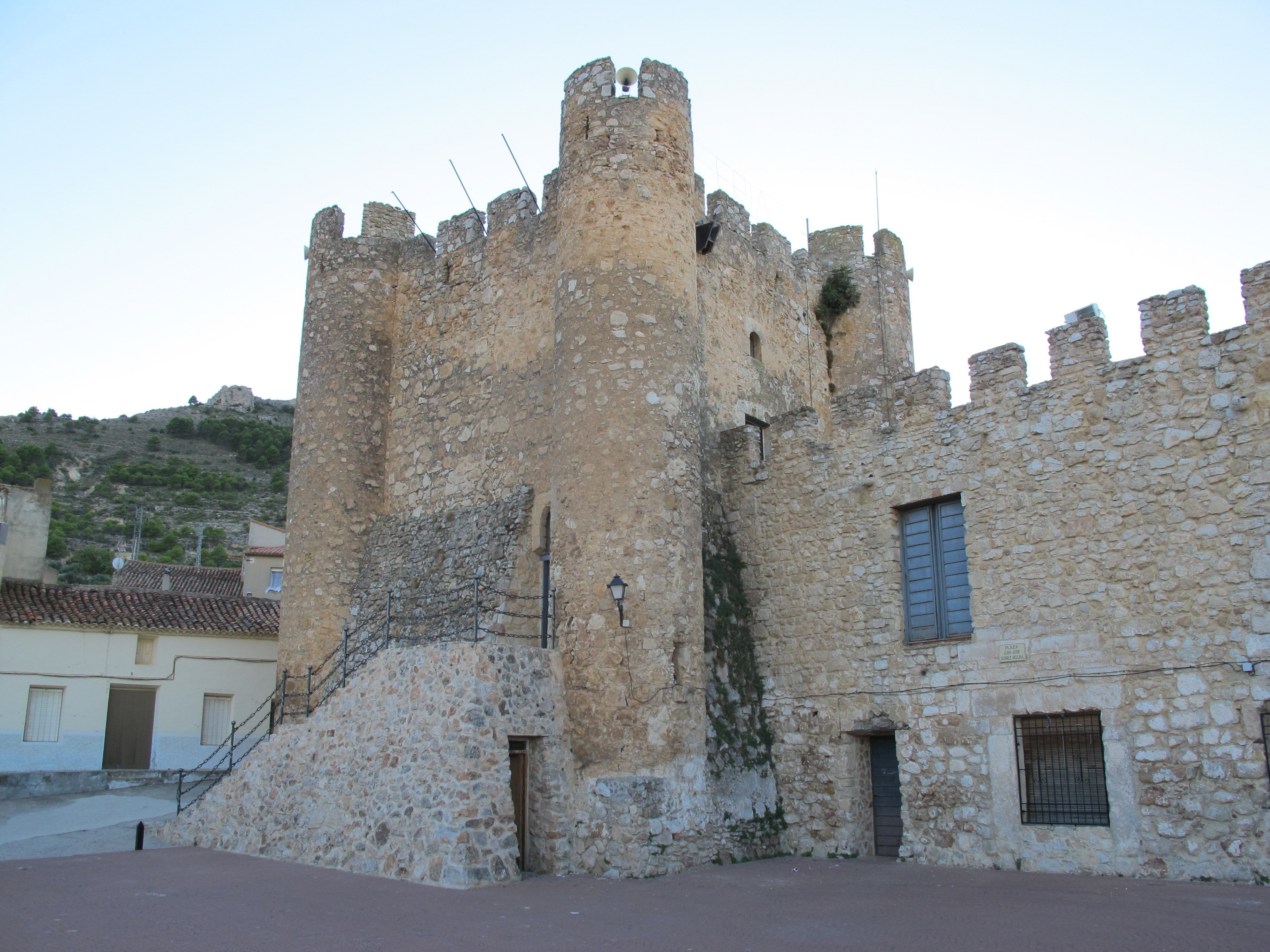
Замок XIV століття, Карселен